# 1855
1855 (MDCCCLV) fue un año común comenzado en lunes según el calendario gregoriano.

## Acontecimientos

### Enero
- 23 de enero: en Wairarapa, en la esquina sureste de la Isla Norte de Nueva Zelanda, se registra un terremoto de 8,2 dejando un saldo de varios muertos.
- 28 de enero: en Panamá se inaugura el ferrocarril de Panamá.

### Febrero
- 7 de febrero: Se pacta el Tratado de Shimoda entre Japón y Rusia sobre las islas Kuriles.
- 28 de febrero: en la ciudad turca de Bursa se registra un terremoto de 7,0 que deja 300 muertos y mucha destrucción. El 11 de abril de ese año, una réplica de 6,6 deja 1.300 muertos.

### Marzo
- 2 de marzo: en Rusia muere el zar Nicolás I. Su hijo Alejandro II (1818-1881) es nombrado zar.

### Abril
- 13 de abril: en Ayerbe, la antigua iglesia Nuestra Señora del Remedio se inaugura como Parroquia de San Pedro.
- 22 de abril: en España, la reina Isabel II firma una ley por la que decreta la creación de la primera red electrotelegráfica.

### Mayo
- 10 de mayo: Las Vegas (México) se une a Estados Unidos.

### Junio
- 29 de junio: en Inglaterra comienza la primera publicación del diario Daily Telegraph en Londres

### Julio
- 25 de julio: unos 40 km al sureste de Montreux (Suiza, 46°06′N 7°12′E / 46.1, 7.2) sucede un terremoto de 8,5 grados en la escala sismológica de Richter.[1]

### Agosto
- 12 de agosto: Martín Carrera asume la presidencia de México como su vigesimosegundo presidente.
- 15 de agosto: en Bolivia, asume la presidencia Jorge Córdova.

### Septiembre
- 12 de septiembre: Rómulo Díaz de la Vega asume la presidencia de México como su vigesimotercer presidente.

### Octubre
- 4 de octubre: Juan Álvarez asume la presidencia de México como su vigesimocuarto presidente.

### Noviembre
- 11 de noviembre: en Japón, se registra un terremoto de 7,0, con epicentro en Tokio, que deja un saldo de 10.000 muertos.
- 16 de noviembre:  El explorador inglés David Livingstone, descubre las cascadas del Zambeze a las que los nativos llamaban "humo que truena" y Livingstone dio el nombre de cataratas Victoria, en honor a la reina Victoria.

### Diciembre
- 11 de diciembre: Ignacio Comonfort asume la presidencia de México como su vigesimoquinto presidente.
- 14 de diciembre: En Chile, es promulgado el Código civil escrito por Andrés Bello, el tercero más antiguo del mundo aun en uso.

### Fechas desconocidas
- En España, a partir de la Ley de Ferrocarriles de 1855 se planteó la construcción de una red nacional, en la que interviene de modo mayoritario el capital extranjero (los hermanos Péreire y la banca Rothschild especialmente).
- El alcaloide de la cocaína se aísla por primera vez por el químico alemán Christian August Friedrich Garcke
- En Londres (Inglaterra) se funda el periódico The Daily Telegraph.
- En EE. UU. se funda la Alianza Universal de las Uniones Cristianas de Jóvenes (YMCA).

## Ciencia y tecnología
- Michael Faraday publica Investigaciones experimentales sobre la electricidad.
- Gervais describe por primera vez el zifio de Gervais (Mesoplodon europaeus).

## Nacimientos

### Enero
- 5 de enero: King Camp Gillette, inventor de la hoja de afeitar (f. 1932).
- 10 de enero: Manuel Zeno Gandía, escritor y político puertorriqueño (f. 1930).
- 10 de enero: Ernest Chausson, compositor francés (f. 1899).
- 27 de enero: Francisco Rodríguez Marín, fue un poeta, folclorista, paremiólogo, lexicólogo y cervantista español (f. 1943).

### Febrero
- 14 de febrero: Vsévolod Garshin, escritor ruso (f. 1888).
- 18 de febrero: Vera Timanova, pianista rusa (f. 1942).

### Marzo
- 5 de marzo: Sofía Federica de Austria, hija del emperador Francisco José de Austria y Sissi (f. 1857).

### Abril
- 23 de abril: Marco Fidel Suárez, escritor y presidente de Colombia entre 1918 y 1921 (f. 1927).

### Septiembre
- 1 de septiembre: Innokienti Ánnienski, poeta ruso (f. 1909).
- 10 de septiembre: Albert Mummery, economista británico y primer alpinista que intentó escalar un pico de más de ochomil metros (f. 1895).

### Diciembre
- 18 de diciembre: Adolfo Lutz, médico y científico brasileño (f. 1940).

## Fallecimientos

### Enero
- 10 de enero: Ernst Dieffenbach, geólogo y ornitólogo alemán (n. 1811).

### Febrero
- 23 de febrero: Carl Friedrich Gauss, matemático, astrónomo y físico alemán (n. 1777).

### Marzo
- 10 de marzo: Carlos María Isidro de Borbón, infante español, pretendiente carlista al trono (n. 1788).
- 22 de marzo: Carl Sigismund Kunth, botánico alemán (n. 1788).
- 31 de marzo: Charlotte Brontë novelista británica (n. 1816).

### Mayo
- 30 de mayo: Bento Manuel Ribeiro, militar portugués y brasileño (n. 1783).

### Julio
- 1 de julio: Antonio Rosmini, pensador italiano (n. 1797).

### Septiembre
- 20 de septiembre: José Trinidad Reyes, prócer hondureño (n.1797).

### Noviembre
- 11 de noviembre: Søren Kierkegaard, filósofo danés (n. 1813).